# Friedhofskapelle (Affing)

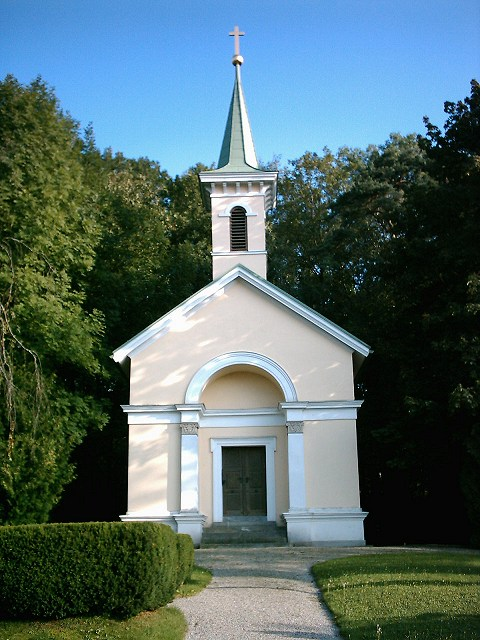
Friedhofskapelle in Affing

Die katholische Friedhofskapelle in Affing, einer Gemeinde im schwäbischen Landkreis Aichach-Friedberg in Bayern ist eine 1833 errichtete Kapelle. Sie ist ein geschütztes Baudenkmal.
Im Jahr 1833 ließen die Freiherren von Gravenreuth die Friedhofskapelle als Gruftkapelle der Familie erbauen. Am 19. September 1833 wurde sie vom Augsburger Bischof Ignaz Albert von Riegg geweiht.
Der Bau, nach den Plänen des Architekten Johann Michael Voit errichtet, ist einschiffig und nach Süden orientiert. Er besitzt ein Tonnengewölbe und schließt mit einer halbrunden Apsis. Auf dem Satteldach sitzt ein Dachreiter mit Haube, die von einem Dachknauf mit Kreuz bekrönt wird.

## Grabmäler
In den Apsisnischen befinden sich die Grabmäler für Karl Ernst von Gravenreuth und Eleonore von Gravenreuth († 1832) mit Porträtbüsten von Johann Halbig aus dem Jahr 1858.